# Matthew Vaniakizhakel
Matthew Vaniakizhakel CV (* 23. Dezember 1945 in Kaithappara) ist emeritierter Bischof von Satna. 

## Leben
Matthew Vaniakizhakel trat der Ordensgemeinschaft der Vinzentiner Kongregation von Malabar bei und empfing am 18. Dezember 1972 die Priesterweihe.
Papst Johannes Paul II. ernannte ihn am 18. Dezember 1999 zum Bischof  von Satna. Der Großerzbischof von Ernakulam-Angamaly, Varkey Kardinal Vithayathil CSsR, weihte ihn am 12. April desselben Jahres zum Bischof; Mitkonsekratoren waren Abraham D. Mattam CV, Altbischof von Satna, und George Punnakottil, Bischof von Kothamangalam.
Papst Franziskus nahm am 27. August 2014 seinen Rücktritt an.